# Ларами (Вајоминг)
Ларами (енгл. Laramie) град је у округу Олбани у савезној држави Вајоминг, САД. Ларами је седиште округа Олбани, а по броју становника је трећи по величини град у Вајомингу (иза Шајена и Каспера). Према попису из 2010, град је имао 30.816 становника.
Град је добио име по реци Ларами која протиче кроз град, а сама река је названа по Жаку Ларамију, француском-канадском ловцу на крзна који је нестао у планинама Ларами у другој деценији 19. века.

## Географија
Ларами се налази на надморској висини од 2.184 m.

## Демографија
По попису из 2010. године број становника је 30.816, што је 3.612 (13,3%) становника више него 2000. године.
|                   | 2010.           | 2000.           |
| Укупно            | 30 816 (100,0%) | 27 204 (100,0%) |
| Белци             | 25 825 (83,80%) | 23 605 (86,77%) |
| Хиспаноамериканци | 2 840 (9,216%)  | 2 161 (7,944%)  |
| Остали            | 1 108 (3,596%)  | 579 (2,128%)    |
| Азијати           | 996 (3,232%)    | 522 (1,919%)    |
| Афроамериканци    | 47 (0,153%)     | 337 (1,239%)    |